# مايكل ياني
مايكل ياني (بالإنجليزية: Michael Yani)‏ مواليد 31 ديسمبر 1980 في سنغافورة، هو لاعب كرة مضرب أمريكي سابق بدأ مسيرته كمحترف سنة 2003 وكان يلعب باليد اليمنى، اعتزل اللعب في 2013. أعلى تصنيف له في الفردي كان المركز الـ 143 في سنة 2010. أعلى تصنيف له في الزوجي كان المركز الـ 158 في سنة 2009.

## روابط خارجية
- مايكل ياني على موقع رابطة محترفي التنس (الإنجليزية)
- مايكل ياني على موقع الاتحاد الدولي لكرة المضرب (الإنجليزية)
- مايكل ياني على موقع خلاصة التنس.كوم (الإنجليزية)
- مايكل ياني على موقع إي إس بي إن.كوم (الإنجليزية)